# 253 (عدد)
253 هو عدد صحيح  طبيعي بين 252 و254

## في الرياضيات

### خصائص
- 253عدد فردي
- 253 عدد ناقص
- 253 عدد مضلعي (مثلثي-...)